# Unveiling the Wicked
Unveiling the Wicked è il quarto album del gruppo musicale Exciter, realizzato nel 1986.
È il primo in cui non compare la formazione originale: infatti, il chitarrista Brian McPhee subentra a John Ricci.

## Tracce
1. Break Down The Walls – 6:39
2. Brainstorm – 1:32
3. Die In The Night – 4:12
4. (I Hate) School Rules – 3:57
5. Shout It Out – 4:40
6. Invasion / Waiting In The Dark – 5:41
7. Living Evil – 6:59
8. Live Fast, Die Young – 3:54
9. Mission Destroy – 5:55

## Formazione
- Brian McPhee - chitarra
- Allan Johnson - basso
- Dan Beehler - batteria, voce